# Luján de Cuyo (vino)
Luján de Cuyo es una denominación de origen controlada (DOC) argentina para vinos elaborados con gran mayoría de la variedad malbec (con un 85% como mínimo) y procedentes de la zona de producción homónima de la provincia de Mendoza. Se trata de la primera DOC vinícola no solo de Argentina, si no del continente americano, marcando un hito importante en la historia de los vinos del Nuevo Mundo.

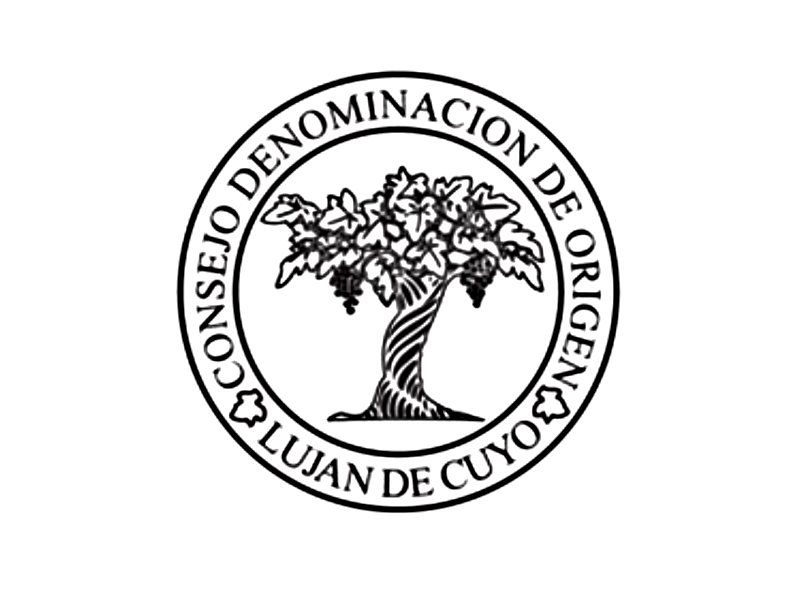
Logo emblema de la DOC Lujan de Cuyo

Esta región ofrece una muestra de los vinos tintos más ejemplares de Argentina, teniendo todas las cualidades óptimas para dar lugar a vinos tintos ‘clásicos’ mendocinos. La creación y posterior divulgación de esta DOC dio lugar a una muy importante estandarización en la industria del vino en Mendoza, sobre todo en la forma de hacer malbec, dando lugar a un estudio mucho más profundo de los diferentes terroirs, no solamente de Mendoza (donde se destaca un gran trabajo en Valle de Uco, Maipú y la DOC San Rafael), si no de la diversidad que ofrecen otras regiones vitivinícolas del país. 

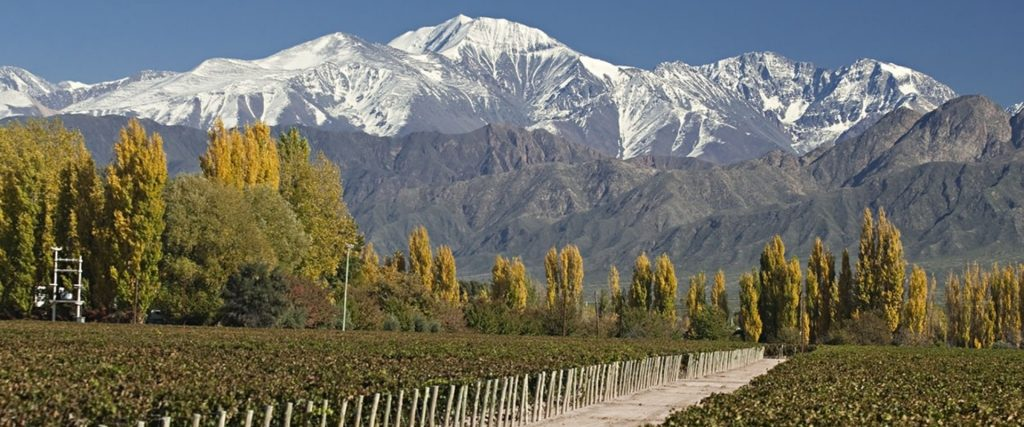
Viñedos en Luján de Cuyo, Mendoza

La zona de producción de los vinos amparados comprende los distritos de Mayor Drummond, Vistalba, Las Compuertas, Carrodilla, La Puntilla, Chacras de Coria, Perdriel y Agrelo, situados en terrenos que se encuentran entre los 800 y 1.100 m s. n. m., en el departamento Luján de Cuyo, Mendoza. 
Si bien la mayoría de estos vinos son 100% de variedad malbec, muchos tienen su cortes con cabernet sauvignon, merlot y/o bonarda.  

## Historia
Como en el resto de la macrorregión geográfica argentina de Cuyo, la actividad vitivinícola de Luján de Cuyo se remonta a épocas de la colonización española y floreció a gran escala luego de la crisis de la filoxera en Europa gracias a la exportación para poder abastecer todos los mercados que el vino francés no podía, por lo que, gracias a esto, empezó a gozar una gran popularidad en el Viejo Mundo y posteriormente mayor visibilidad en el mundo. Para ese entonces, ya se había traído la cepa malbec, desde Burdeos, gracias a Michel Aimeé Puget y Domingo Faustino Sarmiento, actor clave en esta iniciativa y quien por ese entonces era gobernador de la provincia de San Juan. Rápidamente se extendió a todo Cuyo, con principal hincapié en Mendoza.
La DOC nació en 1989 con la idea de proteger un patrimonio que estaba en retroceso: los buenos viñedos de Luján de Cuyo, y en particular los de malbec, en retracción constante desde la década de 1970. La visión de aquel puñado de productores era luminosa y diáfana como una mañana: si no hacían nada por sostener un patrimonio vitícola que venía en declive, más temprano que tarde lo lamentarían. Fue entonces cuando, en 1999 y de la mano de bodegas como Chandon, Lagarde, Luigi Bosca, Senetiner y Norton, se impulsó la idea de una Denominación de Origen para Luján de Cuyo. 